# 曽我大介
曽我 大介（そが だいすけ、1965年 - ）は、日本のクラシック音楽の指揮者。

## 略歴
ジャパン・アーツ所属。1984年に筑波大学附属中学校・高等学校を卒業。桐朋学園大学でコントラバスを学ぶ。1993年第43回ブザンソン国際指揮者コンクール優勝。1998年第4回キリル・コンドラシン国際指揮者コンクール優勝。
1995年プラハの春国際音楽コンクール3位入賞。第6回トスカニーニ国際指揮者コンクール第3位（1位なし）。大阪シンフォニカー交響楽団の音楽監督および常任指揮者、ルーマニア国立ディヌ・リパッティ・フィルの常任指揮者、ルーマニア国立放送交響楽団の首席客演指揮者を歴任。2006年に東京ニューシティ管弦楽団首席指揮者に就任。2009年4月から2013年3月までは同楽団の首席客演指揮者。2014年4月から2022年3月まで同楽団の正指揮者。